# 風雨来記5
『風雨来記5』（ふうらいき5）は、日本一ソフトウェアが2025年7月31日に発売したNintendo Switch、PlayStation 5、PlayStation 4用ゲームソフト。

## 概要
風雨来記シリーズ第5作目で、前作『風雨来記4』から4年ぶり、FOG解散後は初めての作品となる。今作では三重県が舞台となり、ナガシマスパーランドや丸山千枚田など、100か所以上のスポットが登場する。これまでのシリーズ作品同様、主人公はルポライターとして、日中はバイクでツーリングをしながら各所を巡り、夜は記事を書いてコンペに投稿する生活を送ることになる。走行中の場面は前作同様に360度カメラで撮影された映像が使用されている。また、今作からの新要素として「船舶モード」が実装され、船で伊勢志摩の離島に渡ることができるようになっている。

## 登場人物

### 主要人物
瀬田 透
主人公。駆け出しのルポライター。三重県主催のメディア対抗記事コンペ「御食国鋭光コンペティション（みえコン）」に参加するため、三重県を訪れる。
鹿間 茜
声 - 藤本侑里
みえコンに参加する他社の記者。
園原 柚希
声 - 森千早都
趣味の写真を撮りながら、三重県内を旅している。
田淵 藍佳
声 - 藤本彩花
主人公の記事で興味を持ち、三重にやってきた。

### その他の登場人物
渥美 玲子
声 - 矢吹真央
黒羽 陽炎
声 - 春海隆基
竹内 直之
声 - 上柳寿孝
日毬 洋子
声 - 望月麻衣

## スタッフ
- 開発責任者 - 戸田佳彦[2]
- 監督 - 板谷建[4]
- 企画 - 板谷建[5]
- シナリオ - 藤原休樹 with 企画屋[注釈 1]、板谷建[5]
- デザイン - 藤田晃生[5]
- プログラム - 内原啓規[5]
- 音楽 - 風水嵯峨、椎名建矢、オカモトタカシ[1]
- ツーリング監修 - Matt RiderJapan[5]
- 進行管理 - 戸田佳彦[5]